# Pachygnatha
Pachygnatha is een geslacht van spinnen uit de  familie van de Tetragnathidae (Strekspinnen).

## Soorten
- Pachygnatha africana Strand, 1906
- Pachygnatha amurensis Strand, 1907
- Pachygnatha atromarginata Bosmans & Bosselaers, 1994
- Pachygnatha autumnalis Marx, 1884
- Pachygnatha bonneti Senglet, 1973
- Pachygnatha brevis Keyserling, 1884
- Pachygnatha calusa Levi, 1980
- Pachygnatha clercki Sundevall, 1823
- Pachygnatha clerckoides Wunderlich, 1985
- Pachygnatha degeeri Sundevall, 1830
  - Pachygnatha degeeri dysdericolor Jocqué, 1977
- Pachygnatha dorothea McCook, 1894
- Pachygnatha fengzhen Zhu, Song & Zhang, 2003
- Pachygnatha furcillata Keyserling, 1884
- Pachygnatha gaoi Zhu, Song & Zhang, 2003
- Pachygnatha goedeli Bosmans & Bosselaers, 1994
- Pachygnatha hexatracheata Bosmans & Bosselaers, 1994
- Pachygnatha jansseni Bosmans & Bosselaers, 1994
- Pachygnatha kiwuana Strand, 1913
- Pachygnatha leleupi Lawrence, 1952
- Pachygnatha listeri Sundevall, 1830
- Pachygnatha longipes Simon, 1894
- Pachygnatha mucronata Tullgren, 1910
  - Pachygnatha mucronata comorana Schmidt & Krause, 1993
- Pachygnatha ochongipina Barrion & Litsinger, 1995
- Pachygnatha okuensis Bosmans & Bosselaers, 1994
- Pachygnatha opdeweerdtae Bosmans & Bosselaers, 1994
- Pachygnatha palmquisti Tullgren, 1910
- Pachygnatha procincta Bosmans & Bosselaers, 1994
- Pachygnatha quadrimaculata (Bösenberg & Strand, 1906)
- Pachygnatha rotunda Saito, 1939
- Pachygnatha ruanda Strand, 1913
- Pachygnatha silentvalliensis Biswas & Roy, 2004
- Pachygnatha simoni Senglet, 1973
- Pachygnatha sundevalli Senglet, 1973
- Pachygnatha tenera Karsch, 1879
- Pachygnatha terilis Thaler, 1991
- Pachygnatha tristriata C. L. Koch, 1845
- Pachygnatha tullgreni Senglet, 1973
- Pachygnatha vorax Thorell, 1895
- Pachygnatha xanthostoma C. L. Koch, 1845
- Pachygnatha zappa Bosmans & Bosselaers, 1994
- Pachygnatha zhui Zhu, Song & Zhang, 2003